# Рогатый жаворонок
Рогатый жаворонок, или обыкновенный рогатый жаворонок, или рюм (лат. Eremophila alpestris), — вид воробьиных птиц из семейства жаворонковых (Alaudidae).

## Описание
Рогатый жаворонок немного крупнее воробья. Длина тела  от 14 до 20 см. Весит около 48 грамм. Размах крыльев 31-38 см.
Верхняя часть тела, за исключением передней части головы, серовато-винная или серовато-бурая с тёмными пестринами, нижняя часть — беловатая с несколькими размытыми пятнами по бокам брюшка. Лоб, горло, брови, задняя часть щек и кроющие перья ушей светло—лимонно-желтые или белые, на затылке — удлинённые чёрные перья, похожие на рожки.

## Распространение
Область распространения рогатого жаворонка очень велика. Ареал гнездования простирается от гор Атлас в Марокко до Северной и Южной Америки. Птица — регулярный зимний гость на побережье Центральной Европы.
Птица предпочитает безлесные ландшафты в южных областях поверх границы лесов и в северной лишайниковой тундре. Иногда её можно встретить также на берегах озёр или на побережье.
В южных областях распространения рогатый жаворонок — это чаще оседлая птица, в то время как северные популяции мигрируют зимой на юг, преимущественно в прибрежные области. 

## Размножение
Ухаживание заключается в том, что самец поёт самке, когда кружит над ней. Затем он складывает крылья и ныряет в сторону самки, раскрывая крылья и приземляясь непосредственно перед тем, как упасть на землю. Птицы достигают половой зрелости на первом году жизни. Они моногамны на один брачный сезон. Гнездо часто хорошо скрыто под кустом в хорошо изолированной ямке. Самка потратит 2–4 дня на подготовку участка, прежде чем строить гнездо. Она ткёт мелкую траву, стебли кукурузы, маленькие корни и другой растительный материал и выстилает их пухом, мехом, перьями и иногда ворсом. Период гнездования длится с июня по июль. В это время самка высиживает кладку из 4-х яиц от 10 до 14 дней. Птенцы пребывают в гнезде от 9 до 12 дней. Обе родительские птицы участвуют в выкармливании выводка.

## Питание
Насекомые и семена составляют основу питания птиц.